# Rocket Science Games
Rocket Science Games est une entreprise de développement de jeux vidéo fondée en 1993 par Steve Blank. La société est connue pour avoir voulu créer une convergence de deux industries dans leurs jeux, l'industrie cinématographique et l'industrie informatique. Elle disparait en 1997, selon le fondateur cela est dû à la mauvaise gestion après coup, de jeux qui n'ont pas rencontré de succès.

## Histoire

### Premiers jeux, engouement
Rocket Science Games (RSG) est un studio de jeu vidéo indépendant fondé en 1993 par Steve Blank et Peter Barrett, deux amis qui se sont rencontrés chez SuperMacTechnology. 
leurs 2 premiers jeux sont des jeux d'actions Loadstar: The Legend of Tully Bodine et Cadillacs and Dinosaurs: The Second Cataclysm. La société implante ses bureaux de Palo Alto et Berkeley à San Francisco. Ses implantations sont rendues possibles, grâce à la confiance apportée par les fondateurs de la société, qui convainquent les investisseurs. Sega Enterprises et Bertelsmann Group investissent 12 millions de dollars en mai 1994. RSG fait un énorme buzz avant même la sortie de ses premiers titres, et prétend être sur le point de révolutionner l'industrie du jeu vidéo en utilisant le full motion video (FMV). Fondée à la hauteur de l'engouement des années 1990 pour le FMV, leurs trois premiers jeux utilisent largement cette technologie. Les jeux reçoivent des critiques mitigées et souffrent de mauvaises ventes. RSG se détourne ensuite des consoles de salon et du FMV, pour se concentrer sur des jeux d'ordinateur plus traditionnels.

### Dépôt de bilan
Après les ventes décevantes de ses premiers jeux, RSG reçoit les fonds nécessaires aux développement de nouveaux jeux grâce à SegaSoft qui devient ensuite le seul éditeur pour les jeux en développement. Sega annule environ la moitié des titres de RSG pour réduire les coûts et accélérer les sorties, ce qui a eu un effet négatif notable sur leur qualité. Le jeu Obsidian souffre également de problèmes de qualité car il possède plusieurs bugs au moment de sa sortie, comprenant quelques-uns qui empêchent l'achèvement de la partie (des bugs critiques). Les jeux SegaSoft sont bien reçus par la critique
, mais aucun ne connait de réussite commerciale, ce qui cause une incapacité du studio à obtenir d'autres financement, RSG est contraint de fermer en 1997.

### Partenariat avec CyberCash
Un an avant de fermer ses portes en février 1996, RSG annonce un partenariat avec CyberCash pour lancer un service d'arcade virtuel basé sur les micropaiements. CyberCash un développeur de solutions de sécurité des moyens de paiements sur Internet. Dans cette collaboration Cybercash doit mettre en place l'infrastructure pour utiliser les moyens de paiements. Les micropaiements sont alors annoncés comme la prochaine innovation importante dans le commerce sur Internet,.
L'arcade devait être basée sur RSG "moteur de jeu Internet V3" et lancé dès le second semestre de 1996, avec au moins 20 jeux classiques d'arcades,. 
Le service n'a jamais eu de nom, ni de date officiel de lancement, ni eu de jeu spécifique. Après la vague d'excitation du début du partenariat, il n'y a eu aucune autre annonce et le service n'est jamais sorti. Il a surement été victime des coupes de SegaSoft, faite la même année de l'acquisition de RSG par SegaSoft. Plus tard SegaSoft engagea un partenariat avec CyberCash pour utiliser leur système de micropaiement, maintenant appelé le service CyberCoin, pour leur service de jeu en ligne Heat.net. Heat.net a été fermé en 2000 lorsque SegaSoft a été restructuré en Sega.com et CyberCash a déposé son bilan un an plus tard.

### Darwin Pond
Darwin Pond était un titre inédit qui a été achevé avant la chute du RSG, mais n'a jamais été publié sur le marché. Plus tard, son créateur Jeffrey Ventrella l'a publié gratuitement sur Internet (une nouvelle version de Darwin Pond est actuellement développé par Ventrella et Brian Dodd, qui ont travaillé ensemble au RSG, il est actuellement à un stade très précoce de développement). Enfin, le jeu Rocket Jockey reçoit encore une certaine aide de développeurs, avec cinq tentatives de remake enregistrées (la plupart du temps sous forme de mods qui tentaient de recréer le gameplay original). En 2011, la revu Arstechnica revisite le jeu dans un article intitulé Masterpiece: Rocket Jockey for the PC — you heard me.

## Jeux

### Publié(par date)
- Loadstar: The Legend Of Tully Bodine (1994)
- Cadillacs and Dinosaurs: The Second Cataclysm (1994)
- Rocket Jockey (1996)
- Obsidian (1996)
- Wing Nuts: Battle in the Sky (1997)
- The Space Bar (1997)

### Non-sortie(par ordre alphabetique)
- Dark Ride
- Darwin Pond[9] est un jeu de simulation d'organisme artificiel.
- Ganymede
- Loadstar II: Showdown on Phobos
- Pest!
- Rocket Boy